# HAZA (Hilfsmotor)

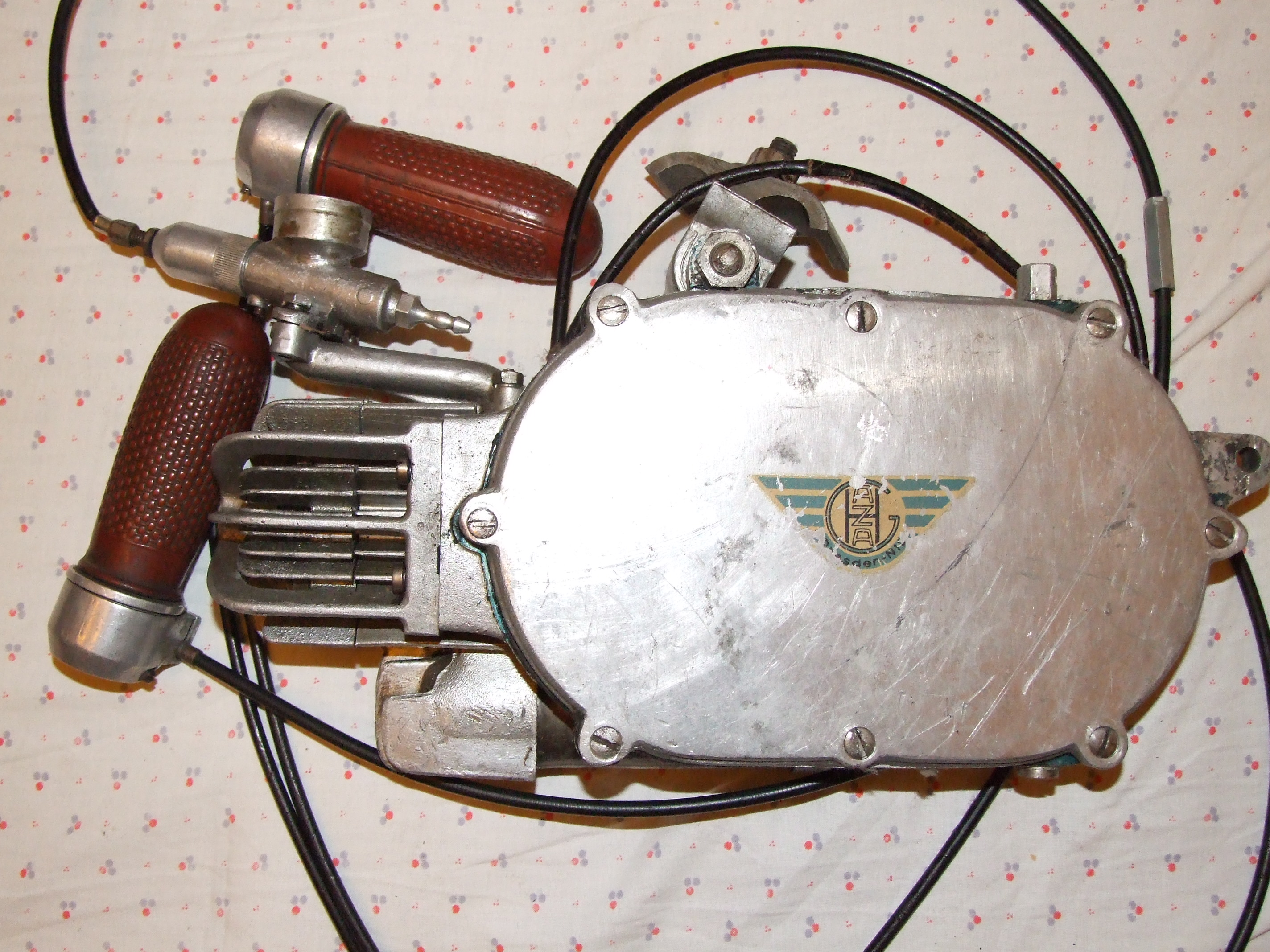
HAZA 25-D

Der HAZA 25-D war ein Anbaumotor für Fahrräder, der in den 1950er-Jahren in der DDR in geringer Stückzahl produziert wurde. Hersteller war der Zentrifugen- und Motorenbau G. Haza in Dresden. 
Es handelte sich um einen recht außergewöhnlichen Vielstoff-Zweitaktmotor mit Selbstzündung nach dem Lohmann-Motorkonzept. Die Selbstzündung wurde in den verschiedenen Betriebsbedingungen durch eine verstellbare Verdichtung ermöglicht. Der Zylinder war dazu mit einem Drehgriff am linken Lenkerende axial verschiebbar. Der Motor leistete 0,7 kW (0,9 PS). Als Kraftstoff wurde ein Benzin-Öl-Gemisch von 15 : 1 empfohlen. Der Motor ließ sich aber auch mit Petroleum oder Dieselkraftstoff betreiben, wobei ein Kraftstoff-Öl-Gemisch von 20 : 1 ausreichte. Im Gegensatz zum Lohmann-Fahrradhilfsmotor verfügte der HAZA-Motor standardmäßig über einen verrippten Zylinder und ein Schaltsegment zum stufenweisen Einrasten des Motors. Der Tank wurde anstelle eines Gepäckträgers montiert. Der Kraftstofffluss war offenbar nicht sehr zuverlässig, schon kleine Luftblasen im Schlauch konnten Störungen hervorrufen. Aber auch der Motor selbst war – ähnlich wie der Lohmann-Motor – nicht ausgereift. Ein Grund für die ungewöhnliche Motorenwahl war offenbar ein Gottlieb Haza verordnetes Verbot der Produktion von Ottomotoren, das er auf diese Weise umging. 
Der Motor ließ sich selten ohne Schwierigkeiten starten. Im Fahrbetrieb musste er mit zwei Drehgriffen – der Kompressionsverstellung und dem Gasgriff – gleichzeitig reguliert werden. Neben diesem Umstand dürfte auch die relativ große Störanfälligkeit dieses Motors dazu beigetragen haben, dass er eine Randerscheinung blieb und in der staatlichen Wirtschaftsplanung nicht berücksichtigt wurde. Das Auspuffgeräusch war ausgesprochen stark. Die Hilfsmotoren Steppke und MAW waren dem HAZA-Motor bezüglich des Gebrauchswertes deutlich überlegen. Die produzierte Stückzahl dürfte ca. 1300 Einheiten betragen haben. Der Verkaufspreis betrug anfangs 500 DM und musste wegen der preiswerten MAW-Motoren bald auf 250 DM gesenkt werden.